# Калицдорп
Калицдорп (англ. Calitzdorp, африк. Calitzdorp) — город в районном муниципалитете Гарден-Рут Западно-Капской провинции ЮАР. Входит в состав местного муниципалитета Канналанд.

## Население
По данным переписи 2011 года, численность населения города составляла 4 284 человека. При площади города 26,33 кв. км, плотность населения — 162,73 чел. на кв. км. Количество домохозяйств — 1 009, плотность домохозяйств — 38,33 на кв. км. Половой состав: женщины — 53%, мужчины — 47%. Группы населения: цветные Южной Африки — 85%, белые южноафриканцы — 9%, народы банту Южной Африки — 4%. Родные языки: африкаанс — 94%, английский — 3%.